# Stanisław Sapiński
Stanisław Sapiński (ur. 9 lutego 1889 w Sporyszu, zm. 14 grudnia 1941 w Krakowie) – polski duchowny katolicki i pierwszy polski duszpasterz akademicki. Inicjator budowy Katolickiego Domu Akademików w Krakowie, twórca Związku Promienistego. Z zamiłowania literat, ogłosił drukiem kilka tomów poezji inspirowanych romantyzmem i Młodą Polską oraz kilka opowiadań o tematyce religijnej, moralnej i patriotycznej .

## Życiorys

### Młodość
Urodził się w rodzinie Franciszka i Anny z domu Michalec, właścicieli dużego gospodarstwa rolnego. Uczęszczał do szkoły ludowej w Sporyszu i kontynuował naukę  w gimnazjum w Wadowicach. Był zdolnym uczniem: w lutym 1908 roku otrzymał stypendium Wydziału Krajowego, a w czerwcu tego samego roku z odznaczeniem zdał egzamin dojrzałości.
Podjął studia teologiczne na Uniwersytecie Jagiellońskim (1909–1912). Pełnił funkcję sekretarza Koła Filozoficznego (1911). Święcenia kapłańskie przyjął 20 czerwca 1912 roku i został skierowany do pracy duszpasterskiej w parafii św. Katarzyny w Nowym Targu, gdzie pracował przez rok. Dał się poznać jako osoba skromna, uczynna i bardzo pracowita. Proboszcz, ksiądz Michał Wawrzynowski, w opinii wystawionej swojemu wikariuszowi zwracał uwagę na jego umiejętność katechizowania młodzieży. Postrzegał także ks. Sapińskiego jako osobę powszechnie szanowaną i lubianą.
Od 24 sierpnia 1913 do 19 sierpnia 1917 roku Sapiński posługiwał w parafii św. Macieja w Andrychowie, gdzie proboszczem był ks. Wawrzyniec Solak. Latem 1914 roku odbył pielgrzymkę do Ziemi Świętej. Aktywnie angażował się w pracę z młodzieżą, co zaowocowało wydaną w 1917 roku broszurą Doświadczenia poczynione w dotychczasowej religijno-oświatowej pracy w Stowarzyszeniu Młodzieży Męskiej opartem na statucie dyecezyalnym (na podstawie referatu wygłoszonego 5 lipca w Krakowie). Ponadto wspierał budowę ochronki i kierował Kółkiem Oświatowym w stowarzyszeniu katolickich pracownic Oświata i Praca.
Z tego okresu pochodzą także pierwsze utwory literackie ks. Sapińskiego, między innymi opowiadania Jasiek-ksiądz (marzec 1917, na łamach „Młodzieży Polskiej”) czy Kulawa Hanka (lipiec 1917, na łamach „Kobiety Polskiej”). W 1918 ukazał się drukiem jego debiut książkowy – rozwinięte i przeredagowane opowiadanie Jasiek-ksiądz. Postać tytułowego Jaśka była wzorowana na mieszkańcu Bolęciny Janie Pasternaku (1892–1916), który po tym, jak uległ wypadkowi, zbudował w rodzinnej wsi kapliczkę i był przez miejscowych nazywany księdzem. W twórczości Sapińskiego pojawiają się także inne odwołania do mieszkańców parafii andrychowskiej.

### Studia doktoranckie

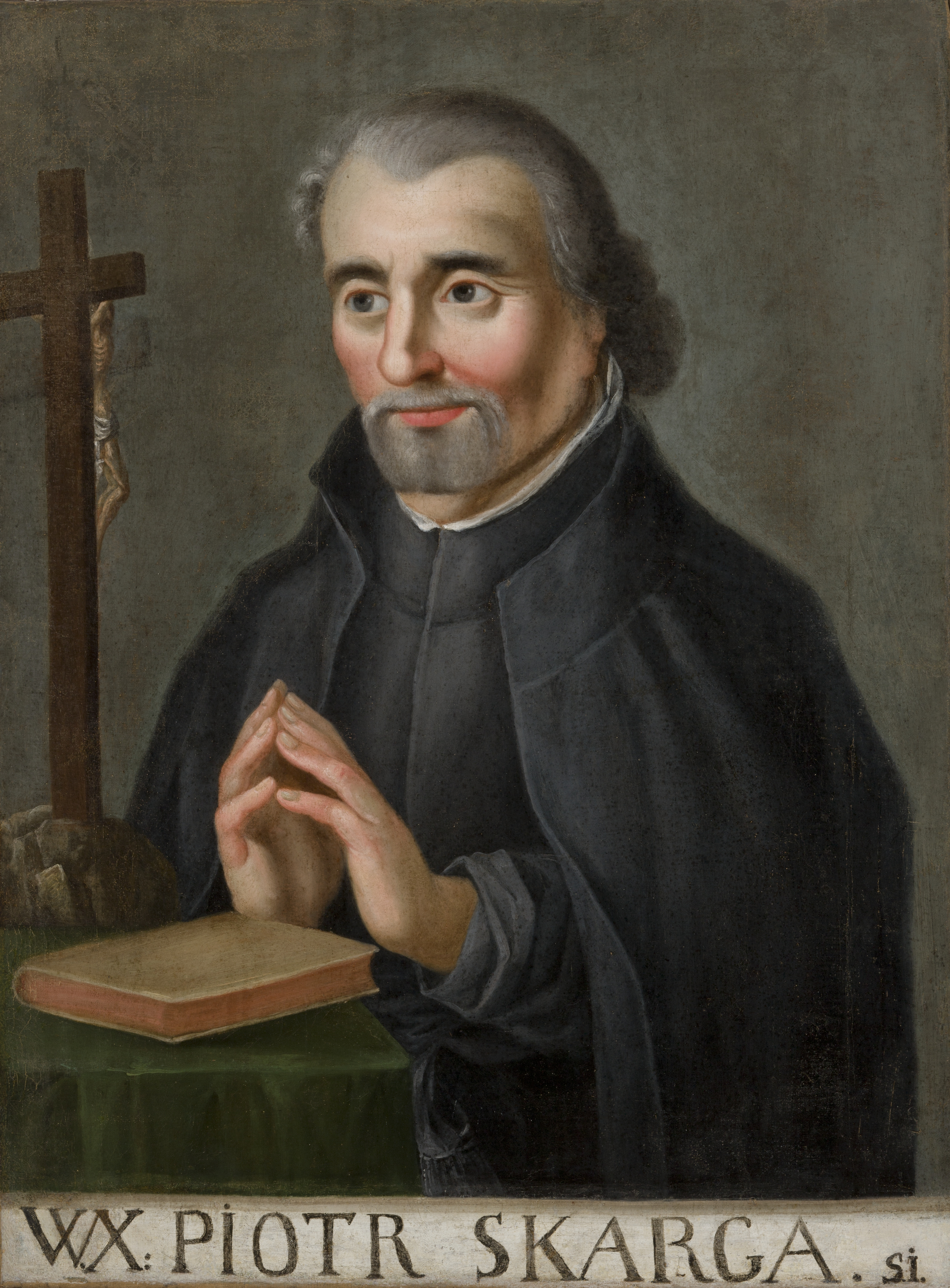
Portret ks. Skargi – kaznodziei, któremu ks. Sapiński poświęcił rozprawę doktorską

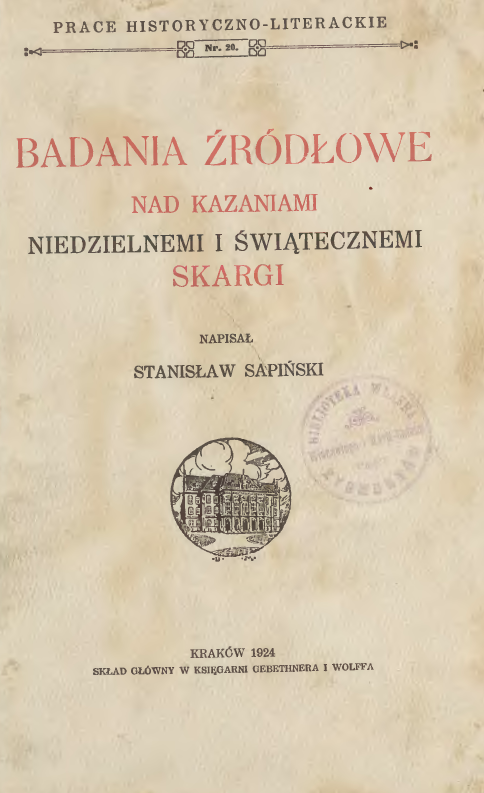
Książkowe wydanie dysertacji

W 1917 roku ks. Sapiński został skierowany do krakowskiej parafii Najświętszego Salwatora. W grudniu objął stanowisko redaktora naczelnego miesięcznika „Polski Siew. W obronie prawdy”, którego wydawcą był ks. Ludwik Kasprzyk. Funkcję tę pełnił aż do zamknięcia pisma w czerwcu 1920 roku. W 1918 roku został mianowany wikariuszem przy kościele Mariackim. Wybrano go także na stanowisko wydziałowego Towarzystwa Kapłanów „Czytelnia Księży”. W 1919 roku podjął studia polonistyczne i romanistyczne na Wydziale Filozoficznym Uniwersytetu Jagiellońskiego . Uczestniczył w seminarium kierowanym przez Ignacego Chrzanowskiego. Poznał tam m.in. założycieli Chrześcijańskiego Związku Akademików, którzy wpłynęli na jego formację światopoglądową. Tytuł doktora filozofii uzyskał 9 maja 1923 roku na podstawie rozprawy Stapleton i Bellarmin jako źródła „Kazań na niedziele i święta” Skargi. Została ona rok później wydana drukiem pod tytułem Badania źródłowe nad kazaniami niedzielnemi i świątecznemi Skargi.
W swojej pracy Sapiński, idąc za inspiracją Tadeusza Grabowskiego i Auguste’a Bergi, bada stosunek ks. Piotra Skargi do dwóch innych autorów: Thomasa Stapletona, angielskiego teologa, oraz kard. Roberta Bellarmina, który niemal równocześnie z badaniami Sapińskiego został ogłoszony doktorem Kościoła. Recenzenci, nawet jeśli zwracali uwagę na pewne niedociągnięcia formalne, doceniali dokładność i żmudność wykonanej pracy oraz lekkość, z jaką posługuje się on cytatami z omawianych autorów. Zdaniem Sapińskiego Skarga przejął od Bellarmina przede wszystkim aparat patrystyczny oraz część dogmatyczną. Spośród dzieł Stapletona największy wpływ na polskiego kaznodzieję miał mieć jego podręcznik do homiletyki. To pod jego wpływem – zdaniem Sapińskiego – ukształtowała się nietolerancyjna postawa Skargi względem heretyków:

Nad umysłem Skargi, zaopatrzonym w perykopę oczyma komilety, zaciążył uczony angielski. Pomysł przymusowego nawracania na katolicyzm został Skardze narzucony przez Stapletona.

W międzyczasie, w 1920 roku, ks. Sapiński został mianowany mansjonarzem, a wkrótce potem penitencjarzem przy kościele Mariackim .  W 1925 roku odbył podróże do Czech i Włoch. Relacje z nich publikował najpierw w „Dzwonie Niedzielnym” (pod pseudonimem Stanisław Zagórzański), a potem wydał w obszernym dzienniku zatytułowanym Garść ziemi obcej (1927) .

### Duszpasterz akademicki

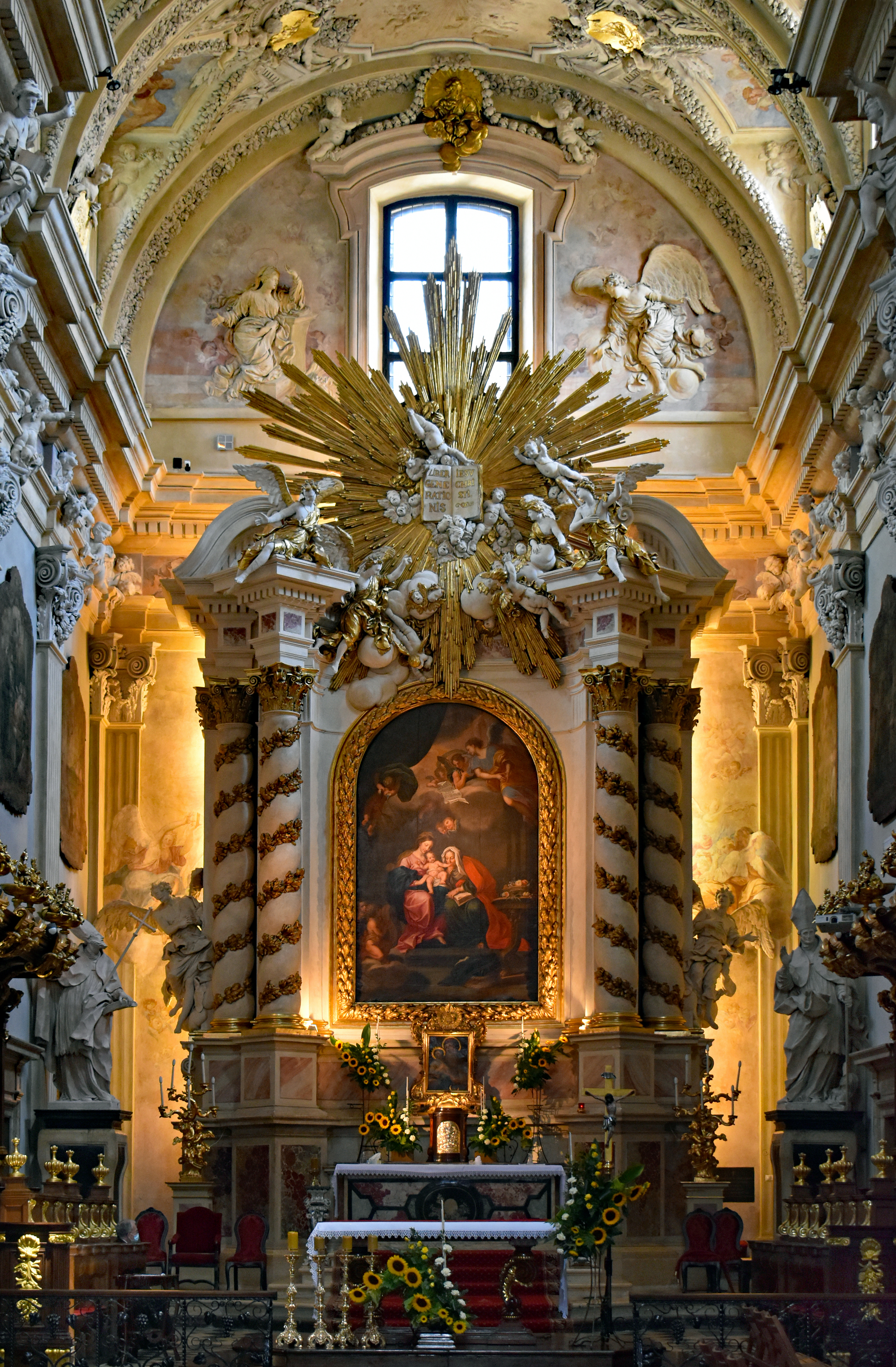
Wnętrze kolegiaty św. Anny, która stała się siedzibą duszpasterstwa akademickiego

Pod koniec roku akademickiego 1926/1927 przedstawiciele kilku stowarzyszeń akademickich działających przy Uniwersytecie Jagiellońskim zwrócili się do abpa Adama Sapiehy z prośbą o ustanowienie dla nich osobnego kapelana. Arcybiskup po konsultacjach z profesorami Wydziału Teologicznego zdecydował, by powierzyć tę funkcję ks. Stanisławowi Sapińskiemu. Znany był on z utrzymywania dobrych kontaktów z młodzieżą akademicką, posiadał tytuł naukowy, a poza tym jego proboszcz, ks. Józef Kulinowski, nie pałał do niego szczególną sympatią i chętnie zatrudniłby na jego miejsce innego kapłana. 4 sierpnia 1927 roku książę arcybiskup Sapieha ustanowił więc Sapińskiego penitencjarzem przy kolegiacie św. Anny, gdzie miał on łączyć obie funkcje. Jednak Sapiński w liście z 15 września prosił o pozostawienie go na dotychczasowym stanowisku przy kościele Mariackim:

Zaszczytna ta praca nie może być połowiczna, wymaga ciągłego studium, śledzenia życia intelektualnego młodzieży, jej zainteresowań teozofią, okultyzmem, mistyką. Dla uniknięcia kompromitacji niezbędna jest lektura z zakresu filozofii, teologii, literatury. Godzenie obowiązków penitencjarza i kapelana odbije się na ich jakości.

Argumentował także, że w kościele św. Anny nie znajdzie odpowiednich funduszy do realizacji celów duszpasterskich ani miejsca, w którym mógłby pomieścić księgozbiór liczący 6 tysięcy pozycji. Ponadto prosił o udzielenie rocznego urlopu od obowiązków duszpasterskich z prawem do pobierania pensji. Książę metropolita przystał na te propozycje, wydając oficjalny dekret 22 września 1927 roku. Choć więc siedzibą duszpasterstwa stała się kolegiata św. Anny, ks. Sapiński mógł wciąż rezydować przy kościele Mariackim. Sapiński przedstawił także arcybiskupowi sześciopunktowy plan, w którym określał, jak zamierza realizować swoją funkcję:

I. Duszpasterz poda do wiadomości akademików (na kazaniu i przy ogłoszeniach Wydziału Teologicznego w uniwersytecie), że jest do ich dyspozycji codziennie rano od 6 – 8 godz. w konfesjonale.
II. Obowiązkiem jego jest głoszenie kazań na nabożeństwach akademickich lub też staranie się o odpowiednich kaznodziejów na te nabożeństwa.
III. Obowiązany jest przygotować w Wielkim Poście rekolekcje dla młodzieży akademickiej.
IV. Urządzać musi kilka razy w tygodniu po południu godziny przyjęć dla tej młodzieży – w sprawach sumienia lub innych, w związku z religią zostających.
V. Musi być przygotowany do występowania od czasu do czasu z dobrze przygotowanym odczytem – czy to, na razie w „Odrodzeniu”, czy też później, po nawiązaniu współżycia z młodzieżą, także gdzie indziej.
VI. Musi być obecny w niedzielę na każdej mszy św. akademickiej, choćby kazanie głosił ktoś inny, obowiązkiem jego jest bowiem wiedzieć, co i jak do tej młodzieży się mówi.

13 grudnia u księcia metropolity Sapiehy odbyło się spotkanie, na którym powołano do życia komitet porozumiewawczy Akademickich Stowarzyszeń katolickich pod przewodnictwem ks. Sapińskiego. Miał on koordynować pracę różnych zrzeszeń działających na terenie Krakowa. Sapiński stronił jednak od najliczniejszych osobowo solidacji, skupionych głównie wokół księży jezuitów. Uważał je bowiem za organizacje przestarzałe, niezdolne do pociągnięcia młodzieży. Chętnie współpracował natomiast z Odrodzeniem – organizacją założoną w 1904 roku, której krakowskie koło funkcjonowało od roku 1922 . Sapiński od roku akademickiego 1928/1929 kierował w nim sekcją filozoficzno-religijną. Związanie się duszpasterza akademickiego z jedną organizacją miało jednak swoje negatywne skutki. Odrodzenie, mimo deklarowanej apolityczności, było dość powszechnie wiązane z chrześcijańską demokracją. Z tego powodu niechętnie współpracowali się z nim studenci o poglądach narodowych, którzy woleli przyłączyć się do solidacji. Ostatecznie te polityczne antypatie stały się jedną z przyczyn porażki Komitetu, który nie zdołał odegrać donioślejszej roli w życiu religijnym Krakowa.
1 września 1932 Sapiński został formalnie przeniesiony kościoła św. Anny, gdzie do 11 marca 1939 pozostał administratorem penitencjarii. Funkcję duszpasterza akademickiego pełnił do końca 1935 roku, następnie stanowisko to objął ks. Tadeusz Kurowski. Sapiński pozostał mansjonarzem przy kościele św. Anny, nie otrzymał także żadnych nowych obowiązków duszpasterskich – miał jedynie pomagać nowemu duszpasterzowi akademickiemu. Mógł więc w końcu w całości poświęcić się wybudowanemu przez siebie domowi oraz działającemu przy nim Związkowi Promienistemu.

### Katolicki Dom Akademików

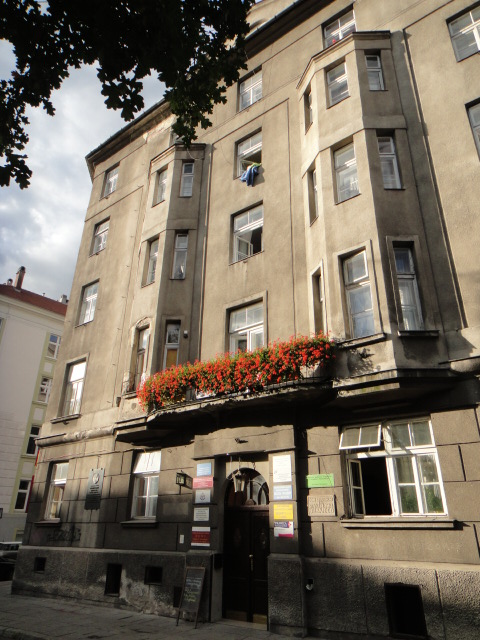
Budynek KDA, dzisiejszy pl. Sikorskiego 1

Wraz z objęciem funkcji duszpasterza akademickiego Sapiński zaczął aktywnie działać na rzecz poprawy sytuacji materialnej studentów i studentek. Początkowo organizował niewielkie bursy: przy ul. Szczepańskiej 5, Małym Rynku 7 oraz ul. Pańskiej 10. Ponieważ jednak nie zaspokajały one potrzeb młodzieży, wyszedł z inicjatywą wybudowania od podstaw domu przy pl. Jabłonowskich 1 (dziś pl. gen. Sikorskiego 1). Pomysł ten zaaprobował arcybiskup Sapieha, pod którego protektoratem powstało pod koniec 1927 roku Towarzystwo Katolickich Domów Akademickich. W 1928 roku wybrano pierwszy zarząd w następującym składzie: ks. Konstanty Michalski – prezes (w roku 1934 zastąpił go ks. Józef Kaczmarczyk), Ludwik Piotrowicz – wiceprezes, Franciszek Bielak – sekretarz, Jerzy Smoleński. Ponadto członkami zarządu zostali ks. Ferdynand Machay oraz ks. Jan Masny.
Jesienią 1928 dokonano wykopów pod fundamenty, a 18 listopada po sumie w kościele św. Anny abp Sapieha poświęcił kamień węgielny i tablicę pamiątkową. Projekt domu wykonali krakowscy architekci: Tadeusz Stryjeński i Franciszek Mączyński, którzy odpowiadali także za powstanie przyległych kamienic. Pod koniec 1929 roku mury sięgały już IV piętra. Doszło także do zmiany architekta: miejsce Stryjeńskiego, który okazał się człowiekiem apodyktycznym i pobierał honorarium wysokości 8% kosztów budowy, zastąpił Adam Ślęzak, który zadowolił się niższą zapłatą, wynoszącą 1,75%.
Kuria z początku przeznaczyła na budowę jedynie 60 tys. zł, co zmusiło Towarzystwo do poszukiwania prywatnych ofiarodawców. Najhojniejszą z nich okazała się Wanda Szwantowska (1867–1942), wdowa po baronie Bronisławie Schwanitz-Szwantowskim, która wpłaciła na rzecz KDA ok. 100 tys. zł. Mimo to skala wydatków zmusiła jednak Towarzystwo do zaciągnięcia pożyczek w Komunalnej Kasie Oszczędności Miasta Krakowa. Dług wynosił w sumie 140 tys. złotych, co tak zaniepokoiło kurię, że zaczęła się domagać wstrzymania budowy. Arcybiskup nie był chętny finansowaniu budowy KDA, tłumacząc się wydatkami na trwającą budowę Domu Katolickiego przy ul. Straszewskiego. Zarząd podjął jednak decyzję o kontynuacji prac i – pomimo zastoju w 1930 roku – budynek oddano do użytku 23 września 1931 roku. Było w nim miejsce dla około 200 studentów. Jak pisał Franciszek Bielak:

Dom był piękny. Klatka schodowa nieciasna, na I p. duża sala „katakumbowa” na zebrania, sala Św. Teresy, salka Zarządu i dwa pokoje mieszkalne ks. Sapińskiego. [...] W podziemiu kuchnia i jadalnia, nad V piętrem tarasy z przepięknym widokiem na Wawel i na miasto. Na parterze mała kaplica, gdzie w tabernakulum przebywał Pan Jezus. Obok kaplicy – o ile dobrze pomnę – biblioteka. Ten księgozbiór to pasja ks. Sapińskiego starsza niż idea KDA. Zbierał książki od lat uczniowskich i pokaźną bibliotekę – około 15 tys. tomów – ofiarował Związkowi Promienistemu.

Także po zakończeniu budowy Sapińskiemu udawało się pozyskiwać dla sprawy Domu licznych ofiarodawców. Jednym z nich był ks. Wit Maśnicki, pochodzący z Załucznych proboszcz polskiej parafii w Elizabeth. 18 października 1932 roku przekazał na rzecz Domu 10 tys. dolarów amerykańskich. Za tę kwotę miano udzielić „studentom szkół średnich i wyższych, rodowitym Podhalańcom, pomocy materialnej w formie bezpłatnego mieszkania na czas studiów” w specjalnie oddanych na ten cel 7 pokojach na III piętrze. Fundacja funkcjonowała do wybuchu wojny i pozwoliła na podjęcie studiów licznych chłopców pochodzących z ubogich góralskich rodzin. Z kolei siostry Śliwińskie zapisały Towarzystwu swoją kamienicę przy ul. Dolnych Młynów 6, zachowując prawo do dożywotniego zamieszkania i renty. W październiku 1936 roku został poświęcono tam i otwarto drugi, żeński Dom Katolicki Akademiczek. W tym samym roku dzięki kolejnej wpłacie Wandy Szwantowskiej ks. Sapiński zakupił kilka morgów ziemi na zboczu Kiczory, od strony miejscowości Przyłęków , gdzie zamierzał zbudować dom wypoczynkowy dla Wspólnoty.

### Związek Promienisty

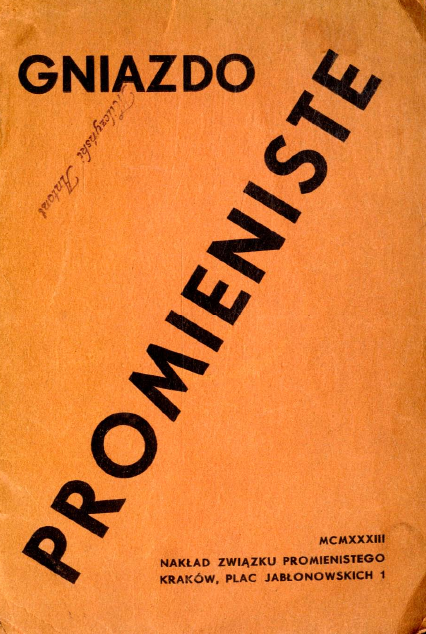
Gniazdo promieniste, programowy tekst Związku

Sapiński uważał jednak, że dom zbudowany takim nakładem środków nie może stać się zwykłym hotelem studenckim. Chciał on,

by Katolicki Dom Akademików był sam, jako Dom, czynnikiem twórczym, Domem-Ideą, oddziałującą na społeczeństwo za pośrednictwem młodzieży, nietylko tej, która w nim mieszka, lecz także tej, którą obejmie jego dobroczynne promieniowanie.

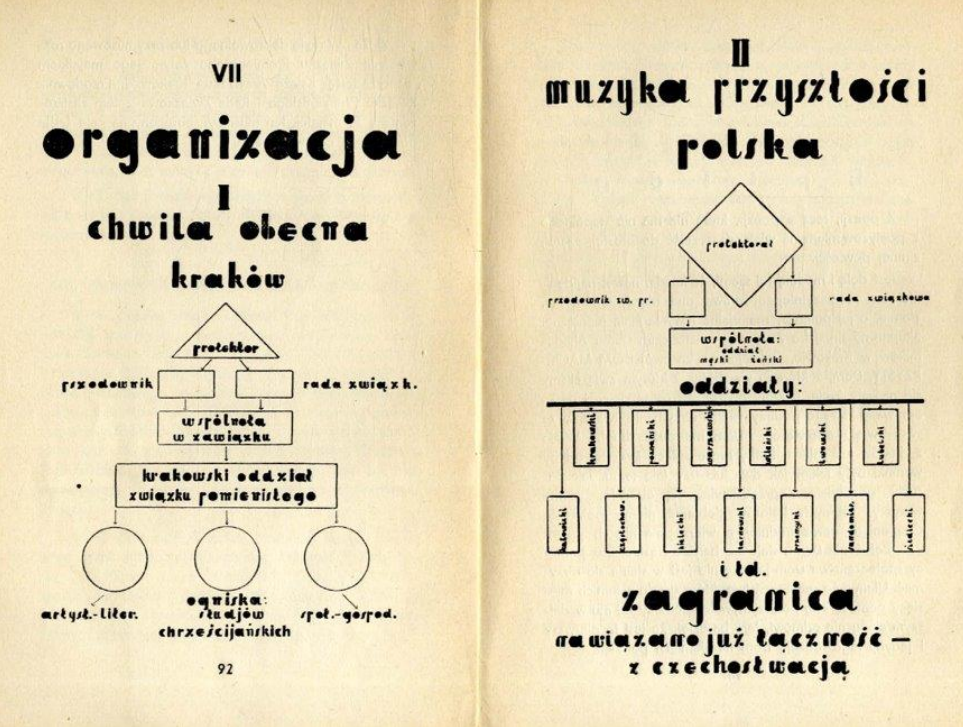
Schemat organizacyjny Związku Promienistego

Temu celowi miał służyć powołany do życia 13 października 1929 roku przez grupę ponad 60 osób Związek Katakumbowy, wkrótce przekształcony w Związek Promienisty. Pierwotny statut Związku przewidywał silną hierarchizację: w zależności od poziomu zaangażowania dzielił członków na stopień promienisty i społeczny. Powoływał także nadorganizację nazywaną Wspólnotą. Jej członkowie mieli prowadzić w domu wspólne życie i dzielić się wszystkim wszystko oraz zachowywać – na wzór zakonny – śluby czystości, posłuszeństwa i ubóstwa. Ta idea nie znalazła jednak aprobaty w kurii i statut musiał zostać zmodyfikowany. W poprawionej wersji statutu usunięto stopień społeczny, a powstanie Wspólnoty uzależniono od zatwierdzenia przez arcybiskupa jej regulaminu. Władze diecezjalne zatwierdziły go 14 czerwca 1931 roku, a organy województwa krakowskiego – 20 lutego 1932 roku.
Aby korzystać z praw przysługujących organizacjom uczelnianym, 15 listopada 1932 zawnioskowano o zarejestrowanie na Uniwersytecie Jagiellońskim Akademickiego Związku Promienistego. Stawiał on sobie za cel „organizowanie i łączenie życia koleżeńskiego w służbie etyki chrześcijańskiej na zasadach katolickich oraz oddziaływanie w tym duchu na społeczeństwo”, co miało się dokonywać „w duchu haseł filareckich, filomackich i promienistych dla dobra Ojczyzny, nauki i cnoty”. Senat UJ pozytywnie rozpatrzył wniosek 21 lutego 1933 roku. Pierwsze walne zebranie AZP odbyło się 10 marca, na którym wybrano zarząd pod przewodnictwem Kazimierza Kubika. „Kuratorem” Związku został prof. Władysław Wolter. Po Kubiku funkcję przewodniczącego pełnili Jan Krupa (1933/34), Władysław Benal (1934/35), Witolda Zabłocka (1935), Stefan Zabłocki (1935–1937), Karol Fitrzyk (1938), W latach 1933–1938 organizacja działająca w ramach Uniwersytetu Jagiellońskiego liczyła kolejno 25, 36, (1935 – brak danych), 32, 45 i 48 osób.
Sapiński chciał, aby związek krzewił wśród studentów poszanowanie do pracy (m.in. przez odwołania do postaci Chrystusa-Robotnika oraz papieskich encyklik społecznych). Z założenia miał pozostać organizacją ponadpartyjną, która będzie kształtować przyszłych katolickich działaczy społecznych w środowisku studenckim. Posiadał on sekcje: wychowania religijnego, społeczną, kulturalną, artystyczno-literacką i muzyczno-wokalną. Nadzieje księdza Sapińskiego były duże: zamierzał on objąć działaniem Związku wszystkie klasy społeczne i uformować na wzór Akcji Katolickiej . Planowano budowę kolejnych domów, schronisk, sanatoriów, przytulisk, zakładów wychowawczych, sklepów i kółek. Szybko działalność Związku ograniczyła się jednak do murów KDA – członków było mniej niż dostępnych w nim miejsc. Po 1934 roku w źródłach nie ma już mowy o „Oddziale Krakowskim” Związku ani o jego centrali (Przodownik Związku, Rada Związkowa, Wspólnota), choć ich istnienie przewidywał Statut. Jak zauważają różni autorzy, realizacja zamiarów Sapińskiego nie była w pełni możliwa ze względu na zachowawczy stosunek władz kościelnych  oraz niskie zaangażowanie członków Związku.

### II wojna światowa
Katolicki Dom Akademików nie ucierpiał w wyniku działań wojennych. Ponieważ jednak niemiecka agresja przerwała działalność krakowskich uczelni, wielu studentów opuściło miasto. Wobec braku mieszkańców, ks. Sapiński udostępnił część Domu na potrzeby Seminarium Duchownego Diecezji Częstochowskiej, któremu odebrano gmach przy ul. Bernardyńskiej. 18 stycznia 1940 roku Niemcy usiłowali przejąć budynek, by zorganizować w nim szpital. Ostatecznie uznali jednak, że jego architektura nie będzie do tego odpowiednia.
W 1941 roku ks. Stanisław Sapiński zachorował na tyfus brzuszny. Jak twierdził Franciszek Bielak, przyczyną zakażenia było surowe mleko, którym ksiądz próbował leczyć swoje problemy płucne. „Po długiej a ciężkiej chorobie” ks. Sapiński zmarł 14 grudnia 1941 w krakowskim szpitalu św. Łazarza. 18 grudnia został pochowany na Cmentarzu Salwatorskim. Nabożeństwu żałobnemu przewodniczył bp Stanisław Rospond. Obecnie jego prochy spoczywają na cmentarzu Przemienienia Pańskiego w Żywcu.

### Dziedzictwo
Po śmierci Sapińskiego Katolickim Domem Akademików kierował Tadeusz Dec. 2 sierpnia 1942 roku dom przy placu Jabłonowskich został jednak przejęty przez Niemców, którzy rozlokowali w nim swoich żołnierzy. Wysiedleni alumni częstochowskiego seminarium przenieśli się do klasztorów ojców paulinów i ojców augustianów. W 1945 roku budynek został przejęty przez wojska sowieckie, a wkrótce potem marszałek Rokossowski przydzielił go Komisji Porozumiewawczej Młodzieżowych Stronnictw Demokratycznych. Dwuletnie starania Towarzystwa, w tym liczne interwencje jego wiceprezesa profesora Ludwika Piotrowicza, a także władz uniwersyteckich nie przyniosły rezultatu. Na mocy decyzji z 26 sierpnia 1947 roku budynek przydzielono Akademickiej Spółdzielni Administracji Mieszkaniowej Demokratycznych Organizacji Młodzieżowych „Spójnia” na prowadzenie bursy dla studentów. Dużą część domu zajmowały jednak biura organizacji młodzieżowych, a mieszkańców  było stosunkowo niewiele. Wśród nich znaleźli się między innymi przywódcy Akademickiego Związku Walki Młodych „Życie”.
Towarzystwu udało się natomiast odzyskać część domu przy ulicy Dolnych Młynów. Kilka mieszkań zajmowali w nim lokatorzy  zakwaterowani tam w czasie okupacji. W pozostałej części znalazło się miejsce dla 20 studentek. Stan kamienicy był jednak niezadowalający i wymagała ona pilnego remontu. Domem kierował Tadeusz Dec, który jednak zmarł przedwcześnie, prawdopodobnie w 1949 roku. 10 marca 1948 roku decyzją władz Towarzystwo Katolickich Domów Akademickich zostało zlikwidowane. Jego majątek przeszedł na własność Wydziału Społeczno-Politycznego Urzędu Wojewódzkiego w Krakowie.

### Mieszkańcy KDA i członkowie Związku Promienistego
Do grona mieszkańców Katolickiego Domu Akademików oraz członków Związku Promienistego należeli między innymi:

- Balara Aleksander[52]
- Benal Władysław[52]
- Bilek Mieczysław[70]
- Borkowski Wacław[71]
- Chowaniec Jan[52]
- Cudzich Władysław[52]
- Czerwosz Wojciech[52]
- Dec Tadeusz
- Długopolski Alojzy[52][72]
- Fitrzyk Karol[59]
- Hajnos Władysław[52]
- Holek Józef[52]
- Iwan Stanisław[52]
- Jabłoński Pius[73]
- Janczy Jan[52]
- Kowalkowski Andrzej[52]
- Kubasek Andrzej[52]
- Kubik Kazimierz[59]
- Kud Tadeusz[71]
- Krupa Jan[59]
- Krupa Stanisław[52]
- Machay Karol[50]
- Martinczak Franciszek[52]
- Obrochta Andrzej[52]
- Olejarz Stefan[52]
- Orman[71]
- Paśś Albin[52]
- Pierwoła Franciszek[52]
- Rawicki Adolf[52]
- Skupień-Żegleń Józef[73]
- Tylka-Sośniaczyński Jan[52]
- Wacławiak Stefan[52]
- Waksmundzki Andrzej[52]
- Wójcicki Józef[74][71]
- Zabłocka Witolda[59]
- Zabłocki Stefan[59]
- Złahoda Jakub[52]
- Żechowski Stefan[75]

## Publikacje
Ksiądz Stanisław Sapiński był autorem licznych artykułów prasowych, publikowanych na łamach „Dzwona Niedzielnego”, „Polskiego Siewu”, „Kobiety Polskiej” czy „Młodzieży Polskiej”. Posługiwał się pseudonimami Franciszek Michalec, Stanisław Zagórzański, Ks.S.S. oraz X.St.S.. Ogłosił drukiem 18 książek (w tym jedną jako współautor, jedną anonimowo i jedną pod pseudonimem). Wśród nich znalazły się inspirowane Młodą Polską i romantyzmem tomiki poetyckie. Tematykę wiejską i sielankowe opisy przyrody łączył w nich z treściami moralizatorskimi, religijnymi i patriotycznymi. Podobny charakter miały wydane przez niego opowiadania, inspirowane często prawdziwymi wydarzeniami. Do jego dorobku należą także wspomnienia z podróży do Czech i Włoch oraz teksty programowe, omawiające funkcjonowanie Związku Promienistego i metodykę pracy z młodzieżą .

### Publikacje książkowe
- Doświadczenia poczynione w dotychczasowej religijno-oświatowej pracy w stowarzyszeniu młodzieży męskiej, opartem na statucie dyecezalnym, Kraków: Wydawnictwo Sekretaryatu Katolickich Stowarzyszeń Robotniczych, 1917, 28 s.
- Jasiek-ksiądz, Kraków: Drukarnia Głosu Narodu, 1918, 40 s.
  - Wznowienie: Jasiek-ksiądz, Kęty: Kawi, 1993, 28 s.
- Poezye, Kraków: nakład własny, 1918, 116 s.
- O miłości Ojczyzny, [w:] Szkice kazań i przemówień na chwilę obecną, t. I, Kraków 1919, 158 s, nakład własny.
  - Wznowienie: O miłości ojczyzny, Kraków: Ultra montes, 2018, 13 s.
- U bram świątyni, Kraków: nakład własny, 1919, 180 s.
- Książeczka wiejska, Kraków: Towarzystwo Artystyczno-Literackie „Znicz”, 1923, 91 s.
- Nowele i obrazki, Kraków 1923, 93 s.
  - Przedruk fragmentu: Przed cudem Wisły. Obrazek z czasów bolszewickiego najazdu, Warszawa: Niezależna Oficyna Wydawnicza NOWA, 1981, 59 s.
- Badania źródłowe nad kazaniami niedzielnemi i świątecznemi Skargi, Prace Historyczno-Literackie, nr 20, Kraków: Gebethner i Wolff, 1924, X, 335 s.
- Grudniowy śnieg, Kraków: Gebethner i Wolff, 1924, 67 s.
- Pieśń sumienia narodowego, Kraków: Gebethner i Wolff, 1924, 26 s.
- Węźlizko rozplątane, pseud. Franciszek Michalec, Bibljoteka „Dzwonu Niedzielnego” nr 1, Kraków: Dzwon Niedzielny, 1925, 71 s.
- Rycerzyk woli niezłomnej, Kraków: W.L. Anczyc i Spółka, 1926, 27 s.
- Garść ziemi obcej, Kraków: Drukarnia Głosu Narodu, 1927, 344 s.
- Nad trumną Słowackiego, Kraków: Gronuś i Orłowski, 1927, 26 s.
- Ofiara serca, anonim, Kraków: Drukarnia Polska F. Zemanek, 1929, 63 s.
- Gniazdo promieniste, Kraków: Związek Promienisty, 1933, 100 s.
- Rzecz o Wspólnocie, Kraków: Powściągliwość i Praca, 1936, 77 s.
- Żagiew paląca, Kraków: Drukarnia Polska F. Zemanek, 1939, 96 s.

## Recepcja
Biskup Adolf Szelążek pisał w liście do młodzieży diecezji łuckiej, że Gniazdo promieniste zawiera „naprawdę idealny program życia”. Jednak nawet ci, którym nie brakowało sympatii do ks. Sapińskiego, zauważali, że jego charakter był trudny. Na przykład Franciszek Bielak określał go jako „nastrojowca o dość wyraźnym podkładzie marzycielskim”. Twierdził też, że odnosił on się do swoich wychowanków z bezkrytycznym entuzjazmem, często nie dostrzegając ich wad.

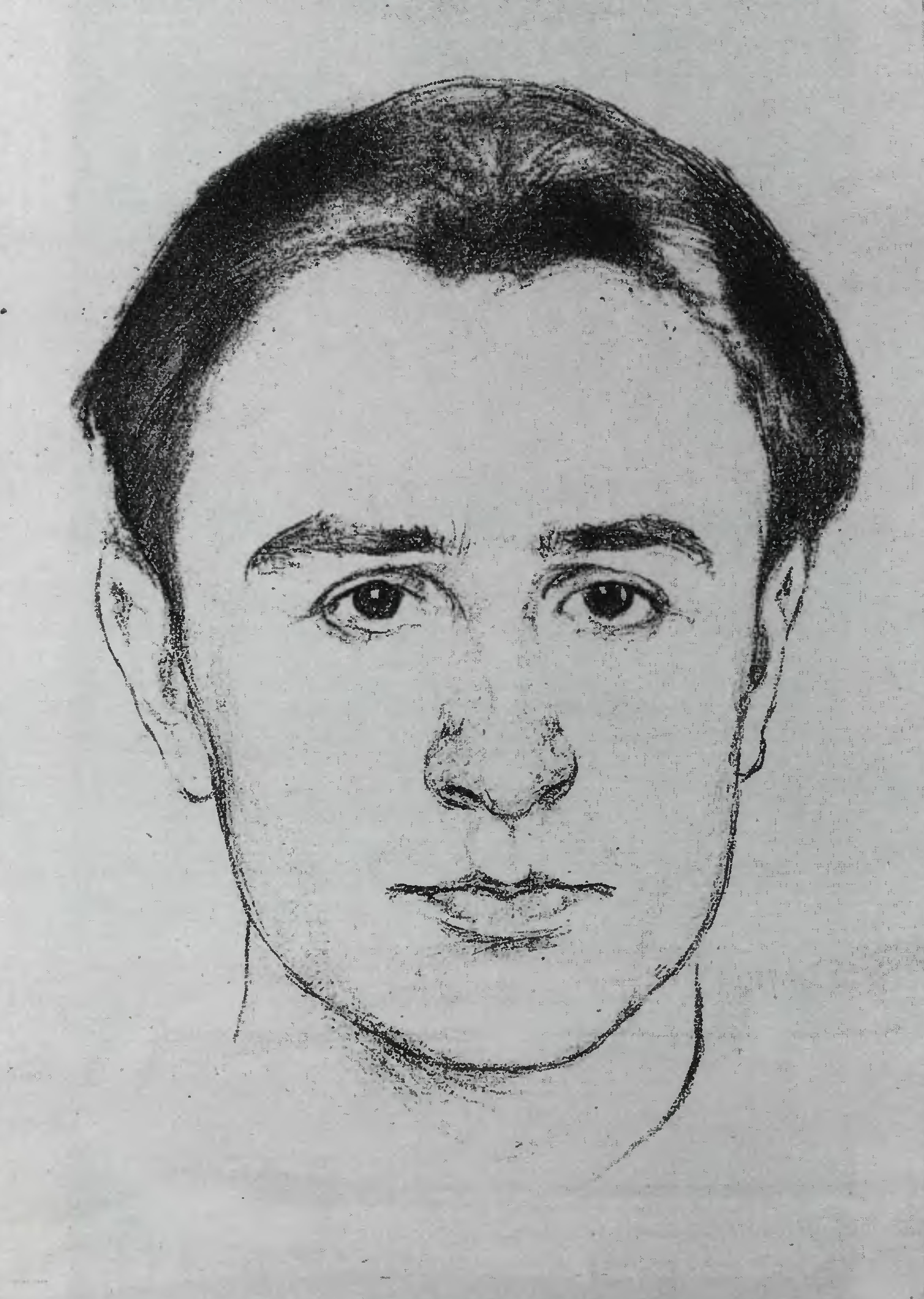
Stefan Żechowski, rysunek Mariana Ruzamskiego

Jeden ze wspomnianych wychowanków, Stefan Żechowski, po okresie fascynacji księdzem Sapińskim również nabrał do niego dystansu. W liście do Mariana Ruzamskiego pisał:

Smutne to, co Pan o księdzu Sapińskim pisze. Nie zauważyłem u niego tych niedostatków w charakterze. Niektóre widziałem, np. tą niemądrą zazdrość o czyjkolwiek wpływ na mnie lub jego niezdrowy stosunek do kobiet, ale starałem się nie zwracać na to uwagi. Natomiast podobał mi się jego bardzo ujmujący entuzjazm, ujawniający się przy każdej sposobności, jeśli chodziło o talent czy inną wartość w człowieku. Poza tem jego rzeczywista opieka nad młodzieżą kazała wzbudzać szacunek. Nie pojmuję, że on tego teraz nienawidzi, co było jego istotną misją i powołaniem.

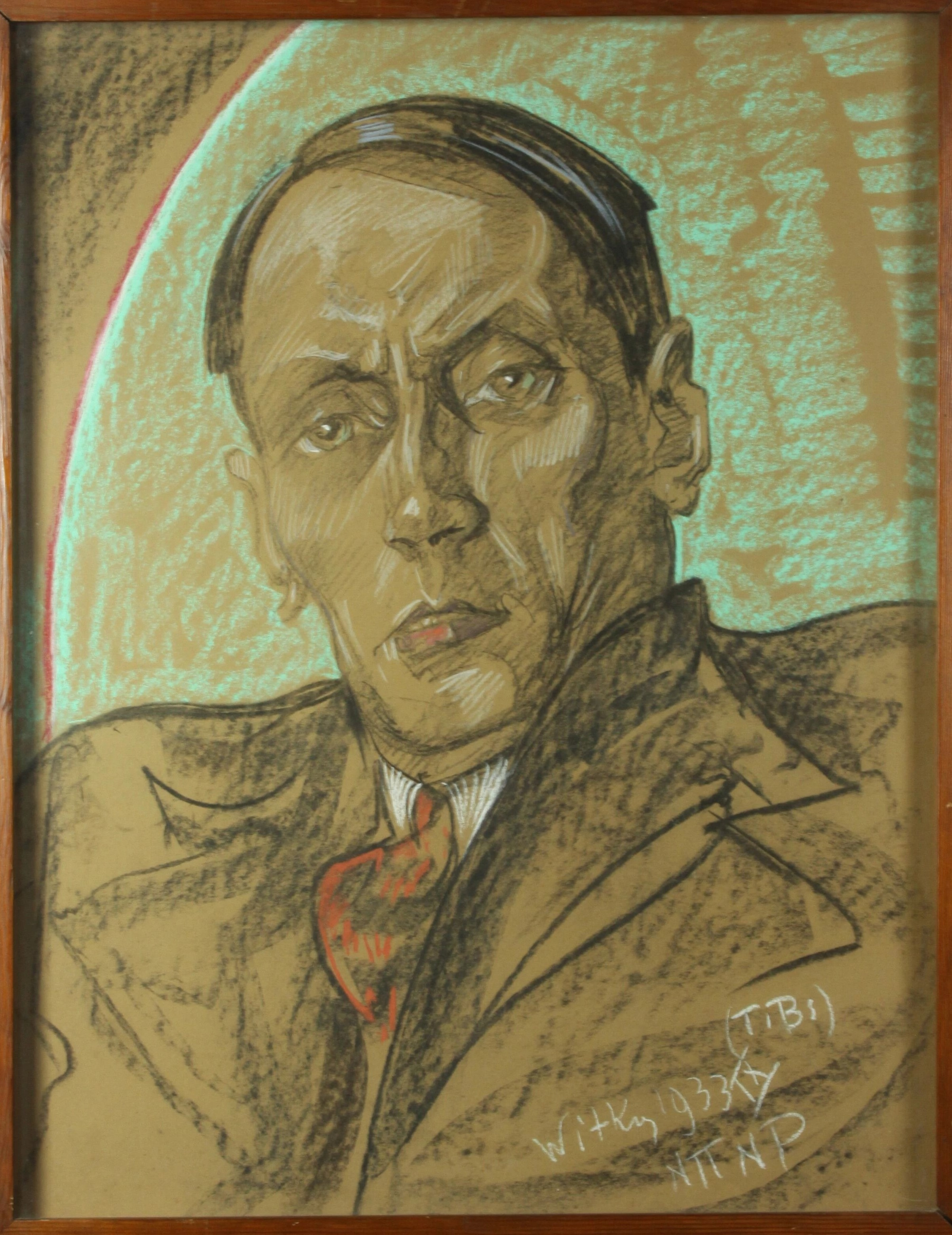
Portret Karola Ludwika Konińskiego autorstwa Witkacego

Z kolei przyjaciel duszpasterza, Karol Ludwik Koniński, portretował go w następujących słowach:

S.S. czyta codziennie po grecku Platona w oryginale, uspokaja go to, daje mu najlepsze wytchnienie od troski. „Kto zasmakował w grece, temu łacina banalna”. Ks. Sapiński żąda języka polskiego w nabożeństwie, godzi się na ideę soboru. Katolicyzm dobrze rozumiany nie wyklucza wcale urzędu sumienia jako decydującego. Żyje wiarą w żywą obecność Jezusa w sakramencie ołtarza i w bóstwie Chrystusa. Więcej nie żąda. To go podtrzymuje; kleru nie lubi. Jest ascetą; lubi książki i obrazy; z małego mająteczku osobistego (pochodzi z zamożnych chłopów) sprawił wspaniałą bibliotekę; jest poetą, ma myśli szlachetne i oryginalne nieraz, forma słaba. […]
Sapiński jest pięknej twarzy, wysokiej postaci, dość gwałtownego usposobienia; gościnny, dobre serce; zna wszystkie niemal wątpliwości; jest to człowiek, który walczy o swoją wiarę, który ze swoją potrzebą czułości i ciepła znalazł się w swym celibacie mocno osamotniony, który, choć ludowego pochodzenia, jest zbyt dumny i subtelnie ambitny, aby mógł się czuć dobrze w świecie klerykalnych klękań i całujrączkowania. Ale jest w nim przy tym buncie żyła rzeczywistej wiary mistycznej, opartej, zdaje mi się, na estetycznych głównie odczuciach natury.

Również na polu literackim ks. Stanisław Sapiński nie zyskał szerokiego uznania. Co prawda na łamach Gazety Kościelnej opublikowano kilka pochwalnych recenzji autorstwa ks. Franciszka Błotnickiego, inni recenzenci byli jednak dużo bardziej krytyczni. Jarosław Janowski zarzucał mu na przykład, że „nie znalazł dotąd własnego słowa poezji, nie dał oryginalnej, artystycznie dojrzałej eksplozji uczucia lub myśli. Nie wyszedł poza ramy wersyfikacyjne ubiegłego stulecia”.